# こっちをお向きよソフィア
「こっちをお向きよソフィア」（こっちをおむきよソフィア）は、1983年7月21日に日本コロムビアから、アルバム『Sophia』と同時にリリースされた山下久美子の8枚目のシングル。

## 作品概要
- アルバム『Sophia』と同時発売されたシングルで、レコーディングはニューヨークの『ザ・パワー・ステーション』で行われた[2]。
- 元々は、大沢誉志幸がメジャーデビュー前に結成したバンドのクラウディ・スカイがライブで披露していた楽曲を、福岡智彦が大沢に頼み込み、男目線だった歌詞をタイトルだけキープして康珍化が新たに書き直したものが採用された[2]。

## 収録曲
| 全編曲: Hugh McCracken。 |                                |           |            |      |
| #                        | タイトル                       | 作詞      | 作曲       | 時間 |
| 1.                       | 「こっちをお向きよソフィア」   | 康珍化    | 大沢誉志幸 | 4:06 |
| 2.                       | 「秋ラメきれない Night Movie」 | 銀色夏生  | 筒美京平   | 2:25 |
| 合計時間:                | 合計時間:                      | 合計時間: | 合計時間:  | 6:31 |

## 参加ミュージシャン
- Guitar：Hugh McCracken
- Drums：Rick Marotta
- Bass：Tony Levin
- Keyboards：Don Grolnick
  - Co-producer：Hugh McCracken

## カバー
| 曲名                       | アーティスト            | 収録作品                | 発売日        | 備考         |
| -------------------------- | ----------------------- | ----------------------- | ------------- | ------------ |
| こっちをお向きよソフィア   | 山下久美子 & 大澤誉志幸 | アルバム『&Friends』    | 2013年3月20日 | セルフカバー |
| 秋ラメきれない Night Movie | 山下久美子 & 大澤誉志幸 | アルバム『&Friends II』 | 2014年5月21日 | セルフカバー |